# Michael Wilding
Pour les articles homonymes, voir Wilding.
Michael Wilding (de son nom complet Michael Charles Gauntlett Wilding) est un acteur britannique, né le 23 juillet 1912 à Leigh-on-Sea (Angleterre) et mort le 8 juillet 1979 à Chichester.

## Biographie
En 1933, il est engagé dans un studio de cinéma londonien et commence une carrière d'acteur.
Il a successivement quatre épouses : 
- Kay Young (mariage en 1937, divorce en 1951) ;
- l'actrice Elizabeth Taylor (mariage en 1952, divorce en 1957) ;
- Susan Neill (mariage en 1958, divorce en 1962) ;
- l'actrice Margaret Leighton (mariage en 1964 jusqu'à la mort de celle-ci en 1976).

De son mariage avec Elizabeth Taylor naissent deux fils : Michael Howard Wilding (né en janvier 1953) et Christopher Edward Wilding (né en février 1955). 
Dans les années 1960, il est forcé d'interrompre ses apparitions à l'écran pour cause de maladie. Il meurt à l'âge de 66 ans à la suite d'une chute dans un escalier causée par une crise d'épilepsie. Son corps est incinéré et ses cendres dispersées.

## Filmographie
- 1933 : Bitter Sweet (en) d'Herbert Wilcox (1933) (non crédité)
- 1933 : Heads We Go de Monty Banks
- 1933 : Channel Crossing de Milton Rosmer (non crédité)
- 1935 : Late Extra d'Albert Parker (non crédité)
- 1936 : When Knights Were Bold de Jack Raymond
- 1936 : Wedding Group d'Alex Bryce et Campbell Gullan
- 1939 : Black Eyes d'Herbert Brenon
- 1939 : There Ain't No Justice de Pen Tennyson : Len Charteris
- 1940 : Tilly of Bloomsbury de Leslie S. Hiscott : Percy Welwyn
- 1940 : Convoy de Pen Tennyson : Dot
- 1940 : Sailors Three de Walter Forde : Johnny Wilding
- 1940 : Sailors Don't Care d'Oswald Mitchell : Dick
- 1940 : Mr. Proudfoot Shows a Light d'Herbert Mason (court-métrage)
- 1940 : The Pink Fox : Dickie Benson
- 1941 : The Farmer's Wife de Leslie Arliss et Norman Lee : Richard Coaker
- 1941 : Spring Meeting de Walter C. Mycroft (en) : Tony Fox-Collier
- 1941 : Kipps de Carol Reed : Ronnie Walshingham
- 1941 :Cottage à louer (Cottage to Let) d'Anthony Asquith  : Alan Trently
- 1942 : The Big Blockade de Charles Frend : Captain
- 1942 : Ships with Wings de Sergei Nolbandov : Lt. David Grant
- 1942 : In Which We Serve de David Lean : Flags, Second Lieutenant
- 1942 : Service secret (Secret Mission) d'Harold French : Pvt. Nobby Clark
- 1943 : Undercover de Sergei Nolbandov : Constantine
- 1943 : Dear Octopus d'Harold French : Nicholas Randolph
- 1944 : English Without Tears d'Harold French : Tom Gilbey
- 1946 : Piccadilly Incident d'Herbert Wilcox : Capt. Alan Pearson
- 1946 : Carnival de Stanley Haynes : Maurice Avery
- 1947 : The Courtneys of Curzon Street d'Herbert Wilcox : Sir Edward Courtney
- 1947 : Un mari idéal (An Ideal Husband) d'Alexander Korda  : Viscount Arthur Goring
- 1948 : Spring in Park Lane d'Herbert Wilcox : Richard
- 1949 : Les Amants du Capricorne (Under Capricorn) d'Alfred Hitchcock : Hon. Charles Adare
- 1949 : Maytime in Mayfair d'Herbert Wilcox : Michael Gore-Brown
- 1950 : Le Grand Alibi (Stage Fright) d'Alfred Hitchcock : Det. Insp. Wilfred Ordinary Smith
- 1950 : Into the Blue d'Herbert Wilcox : Nicholas Foster
- 1951 : L'Amant de Lady Loverly (The Law and the Lady) d'Edwin H. Knopf : Nigel Duxbury/Lord Henry Minden
- 1951 : The Lady with a Lamp d'Herbert Wilcox : Sidney Herbert (Lord Herbert of Lea)
- 1952 : Derby Day d'Herbert Wilcox : David Scott
- 1952 : Trent's Last Case d'Herbert Wilcox : Philip Trent
- 1953 : La Madone gitane (Torch Song) de Charles Walters : Tye Graham
- 1954 : L'Égyptien (The Egyptian) de Michael Curtiz : Akhnaton
- 1955 : La Pantoufle de verre (The Glass Slipper) de Charles Walters : le prince Charles
- 1955 : Duel d'espions (The Scarlet Coat) de John Sturges : Maj. John Andre
- 1956 : Zarak de Terence Young : Maj. Ingram
- 1959 : Le Mouchard (Danger Within) de Don Chaffey : Maj. Charles Marquand
- 1960 : Le Monde de Suzie Wong (The World of Suzie Wong) de Richard Quine : Ben Marlowe
- 1961 : La Lame nue (The Nacked edge) de Michael Anderson
- 1961 : Le Meilleur Ennemi (The Best of Enemies) de Guy Hamilton : Burke
- 1963 : A Girl Named Tamiko de John Sturges : Nigel Costairs
- 1968 : Fureur à la plage (The Sweet Ride) d'Harvey Hart : Mr. Cartwright
- 1968 : Roses rouges pour le Führer (Rose rosse per il fuehrer) de Fernando Di Leo : le général anglais
- 1970 : Waterloo de Sergei Bondarchuk : Sir William Ponsonby
- 1972 : Lady Caroline Lamb de Robert Bolt : Lord Holland
- 1973 : Frankenstein: The True Story de Jack Smight  (film tv)